# بنك الكويت الوطني
بنك الكويت الوطني أو كما يسمى اختصارا البنك الوطني. هو مصرف كويتي تأسس عام 1952 في مدينة الكويت وبذلك يكون أقدم بنك وطني في الكويت ومنطقة الخليج العربي.
يُعتبر البنك الوطني حاليا أكبر مؤسسة مالية في الكويت. لديه فروع عديدة حول العالم في: نيويورك، لندن، باريس، سنغافورة، البحرين، المملكة العربية السعودية، مصر، الإمارات العربية المتحدة، جنيف، الأردن، ولبنان، العراق، الصين.
يفوق رأس مال البنك 1.7 مليار دولار ويصنف البنك في قائمة أكبر 300 بنك عالميا. كما أنه يحتل المرتبة الخامسة عربيا.
كما تم اختيار البنك ضمن قائمة أكثر البنوك العالمية أمانا وقد حل في المركز الرابع والثلاثين وهو البنك الوحيد من الوطن العربي في هذه القائمة.

## تاريخ البنك
بنك الكويت الوطني هو أول بنك وطني ينشأ في منطقة الخليج العربي. أسس في 19 مايو 1952 بدعم ومباركة أمير الكويت الشيخ عبد الله السالم الصباح في اجتماعه مع مؤسسي البنك. وتم افتتاح أول فرع للبنك في 15 نوفمبر 1952. وبلغ رأس ماله آنذاك 13,100,000 روبية، أي ما يعادل مليون دينار كويتي. وزاول في بداياته أعمالاً مصرفية بسيطة تلخصت في الاعتمادات التجارية، وتبادل العملات، والحوالات المصرفية البسيطة ، والإيداعات والسحوبات النقدية.

## مواقع ذات صلة
- موقع مجموعة الوطني
- صافي دخل الفوائد